# Họp mặt Chủ nhật
The Sunday Assembly tạm dịch (tiếng Việt: Họp mặt Chủ nhật) là tên gọi chung cho những buổi tụ họp không đạo giáo được sáng lập bởi Sanderson Jones và Pippa Evans vào tháng 1 năm 2013 tại London, UK. Những buổi tụ họp có ý định là tập hợp những người không có tôn giáo để mà sinh hoạt chung giống như tại các nhà thờ.
Cho tới bây giờ đã có ít nhất 36 nơi để gặp mặt, trong đó có New York City, Boston, San Diego, Berlin và Dublin; cả ở Châu Nam Cực cũng đã có một buổi tập họp.

## Lịch sử
Hai nhà hề độc diễn Sanderson Jones và Pippa Evans bắt đầu buổi Họp mặt Chủ nhật đầu tiên ở Bắc London trong tháng 1 năm 2013 bởi vì họ muốn sinh hoạt như tại nhà thờ nhưng không có chúa. Buổi họp này có sự tham dự bởi hơn 300 người, được tổ chức tại một tòa nhà mà trước đây là nhà thờ ở  Islington, bởi vì chỗ có giới hạn, nên các buổi họp kế tiếp được tổ chức tại Conway Hall. Từ đó các buổi họp mặt được tổ chức 2 lần một tháng, với sự tham dự của khoảng 600 người.
Vào tháng 10 năm 2013 Họp mặt Chủ nhật bắt đầu cuộc vận động Indiegogo, mà được quảng bá qua một chuyến đi trình diễn hài kịch 40 ngày tại Hoa Kỳ và Úc, dự định thu góp £500.000 để tạo ra một diễn đàn trên mạng hầu giúp phát triển tổ chức. Diễn đàn này được tạo ra để giúp đỡ những phương tiện cho những người muốn thành lập những buổi họp mặt riêng để gặp gỡ những người khác.

## Hoạt động
Jones dùng những ý tưởng hoạt động tương tự như tại các nhà thờ Ki Tô Giáo, chỉ không phải tin tưởng vào một vị thần thánh hay thượng đế nào hết.“
Trong các buổi Họp mặt Chủ nhật người tham dự nghe những bài thuyết trình của những thuyết gia như Sandi Toksvig và làm quen với các người tham dự khác.
Tại các buổi họp mặt ở các nước nói tiếng Anh, họ thường hát những bài nhạc tiếng Anh phổ thông như của Stevie Wonder và Queen.
Ở Đức thì ngoài những bài tiếng Anh, họ còn hát bằng tiếng Đức. Ngoài ra họ còn thuyết trình về các đề tài triết lý và khoa học.

## Địa điểm Họp mặt
Theo sau những buổi họp mặt ban đầu ở London tổ chức đã có những chi nhánh tại 30 thành phố ở khắp nơi trên thế giới như New York, San Diego, và Dublin. Satellite assemblies must adhere to the central charter; a document outlining the principles of The Sunday Assembly and some rules which have to be followed for at least some time.
Tính đến  tháng 9 năm 2014 các địa điểm Họp mặt đã được hình thành tại UK, Ireland,USA, Canda, Úc, Tân Tây Lan, Đức, Hà Lan, Bỉ, Pháp và Hungary:
| UK & Ireland - Brighton - Bristol - Belfast - Cambridge - Crystal Palace - Dublin - Edinburgh - Lancaster - Leeds - Leicester - London - Manchester - Newcastle - Nottingham - Oxford | Hoa Kỳ - Atlanta - Austin - Boston - Chicago - Oakland - Los Angeles - Nashville - New York - Portland - San Diego - San Francisco - Silicon Valley Canada - Toronto - Ottawa* - Halifax | Úc & Tân Tây Lan - Adelaide - Brisbane - Canberra - Melbourne - Perth - Sydney - Christchurch, NZ | Đức - Berlin - Hamburg Pháp - Paris Bỉ - Brussels Hà Lan - Amsterdam - Apeldoorn - Rotterdam - Utrecht Hungary - Budapest |